# Tormenta tropical Trudy (2014)
La tormenta tropical Trudy fue un ciclón tropical de corta duración en octubre de 2014 que causó inundaciones significativas en el sur de México. La tormenta se originó en un área de baja presión asociada con un canal del monzón cerca de América Central a principios de octubre. Un sistema de movimiento lento, el bajo finalmente se consolidó en una depresión tropical el 17 de octubre cerca de la costa mexicana. Las condiciones ambientales favorables ayudaron al rápido desarrollo de Trudy. A las 15 horas de su designación, se formó un ojo sobre el centro de la tormenta. Trudy finalmente alcanzó su pico como una fuerte tormenta tropical con vientos de 65 mph (100 km/h) cuando tocó tierra al sureste de Marquelia, México. El terreno montañoso de la región debilitó rápidamente a Trudy y el ciclón se disipó a principios del 19 de octubre. Aunque el ciclón se disipó, su energía remanente más tarde contribuyó a la formación de la tormenta tropical Hanna en el Atlántico.
Antes de la llegada a tierra de Trudy, el Gobierno de México emitió múltiples alertas y advertencias para la región amenazada. Los pronosticadores destacaron la amenaza de fuertes lluvias y deslizamientos de tierra. Guerrero experimentó los mayores efectos de Trudy, con deslizamientos de tierra e inundaciones que cobraron ocho vidas en el estado. Más de 4.000 personas fueron evacuadas en la región. Una novena fatalidad tuvo lugar en Campeche.

## Historia meteorológica
El 8 de octubre de 2014, se desarrolló un área débil de baja presión dentro de un canal del monzón sobre el extremo oriental de la cuenca del Pacífico. Se pronostica que las condiciones ambientales antes del sistema se volverán gradualmente favorables para la ciclogénesis tropical. Situado cerca de Costa Rica, la convección dispersa acompañó el sistema bien definido. Esta baja se volvió menos definida durante los días siguientes mientras permanecía en la misma área general. El Centro Nacional de Huracanes (NHC, por sus siglas en inglés) comenzó a monitorear el sistema para detectar la ciclogénesis a largo plazo el 13 de octubre, momento en el cual el punto bajo estaba situado a 150 millas (240 km) al sur de Guatemala. La organización fue prolongada y lenta; sin embargo, la convergencia de una onda Kelvin y un evento de viento de brecha en el Golfo de Tehuantepec el 15 de octubre estimuló un aumento significativo en la convección.
Se produjeron mejoras estructurales marcadas el 17 de octubre y el Centro Nacional de Huracanes (NHC) evaluó una alta probabilidad de que el sistema se convirtiera en un ciclón tropical en 48 horas. Esa noche, los datos corroborados de los barcos, las imágenes satelitales y las estimaciones del dispersómetro indicaron la formación de una depresión tropical a las 12:00 UTC. Con el ciclón ubicado sobre aguas cálidas de 86 °F (30 °C) y dentro de una región muy húmeda con baja cizalladura del viento, la intensificación fue una certeza a medida que la depresión se acercaba a México. Existían incertidumbres sobre qué tan rápido se movería el sistema. Algunos modelos de pronóstico que muestran el sistema como estancado en alta mar durante varios días, aunque los pronosticadores indicaron que un movimiento constante hacia el norte conduciría a la disipación en 48 horas.
Debido a las condiciones ambientales antes mencionadas, la depresión se intensificó a tormenta tropical a las 18:00 UTC del 17 de octubre; posteriormente se le asignó el nombre Trudy por el Centro Nacional de Huracanes (NHC). La convección muy profunda floreció tanto en el centro como en las características de las bandas. Durante la mañana del 18 de octubre, una nubosidad central densa se definió cada vez más; Las imágenes satelitales de microondas y los radares costeros representaban la formación de un ojo de 12 a 17 millas (19 a 27 km) de ancho a las 03:00 UTC. Se estima que Trudy alcanzó su intensidad máxima alrededor de las 09:15 UTC del 18 de octubre con vientos máximos sostenidos de 65 mph (100 km/h) y una presión barométrica de 998 mbar (hPa; 29.47 inHg). Simultáneamente, la tormenta tocó tierra al sureste de Marquelia, o aproximadamente 70 millas (110 km) al este de Acapulco. La interacción con el terreno montañoso de México rápidamente pasó factura a Trudy, y el sistema se degradó a una depresión tropical a las 18:00 UTC. La circulación de bajo nivel de la depresión se disipó a principios del 19 de octubre, y sus restos de nivel medio continuaron hacia el noreste sobre México. El sistema remanente surgió sobre la Bahía de Campeche el 20 de octubre y posteriormente se convirtió en la depresión tropical Nueve del Atlántico, que más tarde se convirtió en la tormenta tropical Hanna, el 22 de octubre. Debido a la disipación de su superficie baja, Trudy y Hanna son considerados ciclones tropicales separados por el Centro Nacional de Huracanes (NHC).

## Preparativos e impactos

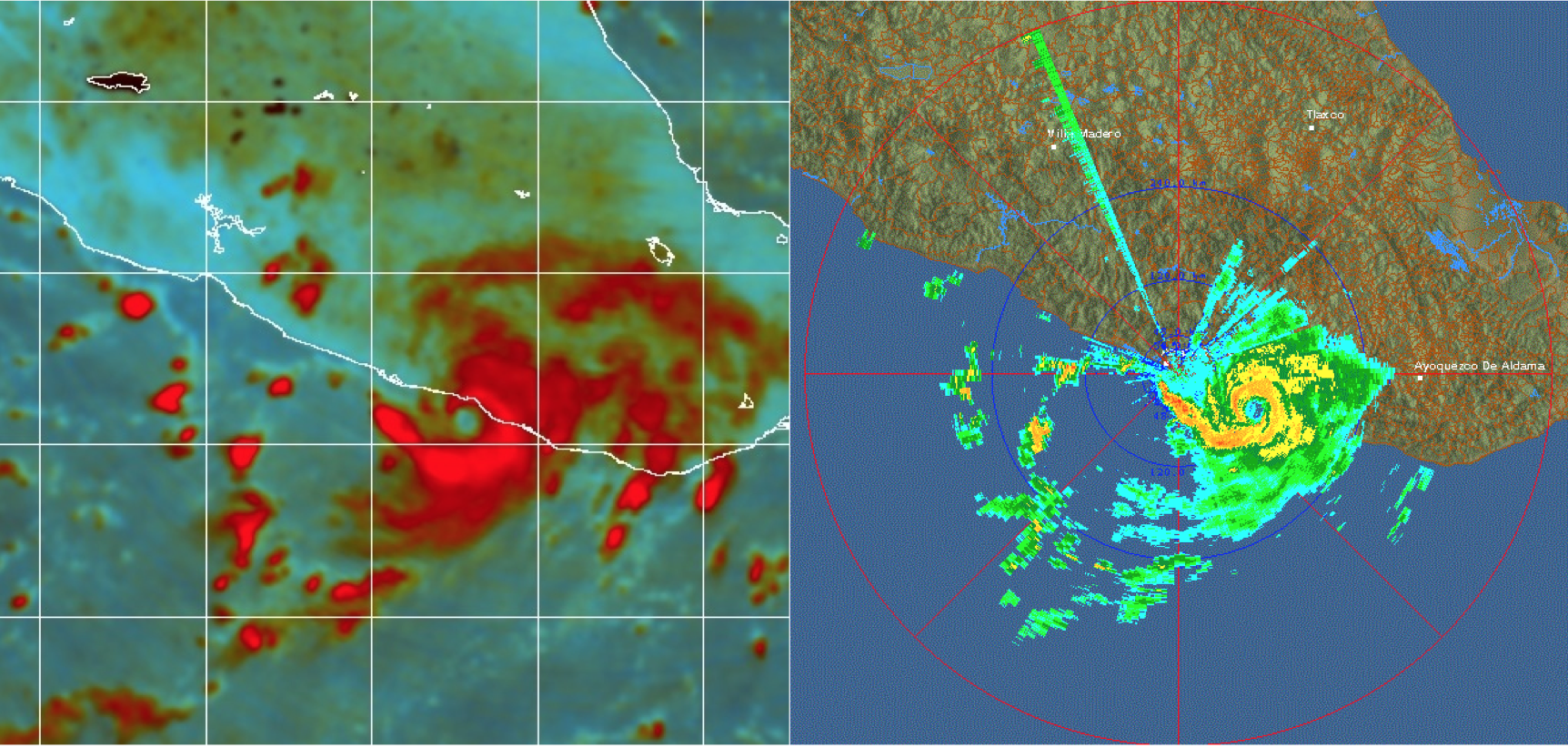
Imágenes de satélite de microondas y radar de la tormenta tropical Trudy el 18 de octubre cuando tocó tierra en México, representando su núcleo interno y ojo bien desarrollados.

Tras la designación de la depresión tropical Veinte-E el 17 de octubre, se emitió una advertencia de tormenta tropical para las zonas costeras de México entre Tecpan de Galeana y Lagunas de Chacahua. Los meteorólogos del Centro Nacional de Huracanes (NHC) señalaron que la mayor amenaza del sistema serían las lluvias torrenciales en Guerrero y Oaxaca que podrían desencadenar inundaciones repentinas y deslizamientos de tierra que amenazan la vida. La rápida organización del sistema provocó que se emitiera una alerta de huracán a las 09:00 UTC del 18 de octubre para las áreas entre Acapulco y Lagunas de Chacahua. Esta vigilancia se suspendió pronto ya que Trudy no pudo alcanzar la intensidad del huracán antes de moverse hacia el interior sobre México. Posteriormente, se permitió que la advertencia de tormenta tropical expirara a las 21:00 UTC cuando Trudy se debilitó a una depresión. Además de las advertencias y advertencias anteriores, se activó una alerta "amarilla" para Guerrero el 17 de octubre. Al intensificarse abruptamente antes de tocar tierra, se activó una alerta "roja" para el sureste de Guerrero y el suroeste de Oaxaca, mientras que el resto de Guerrero y Oaxaca se colocaron bajo una alerta "naranja". Se abrieron un total de 35 refugios en las zonas orientales de Guerrero.
Fuertes lluvias en Guerrero causaron estragos, causando inundaciones y daños generalizados. Un total de 4,075 personas fueron evacuadas de las áreas de mayor riesgo en el estado. Se instó a otros 300 residentes a irse ya que un río amenazaba con sobrepasar sus orillas. Los derrumbes del muro atribuidos a la tormenta resultaron en cuatro muertes: tres en Ometepec y una en Cochoapa el Grande. Un deslizamiento de tierra en Tlacoachistlahuaca mató a dos personas, mientras que las inundaciones en otras partes mataron a dos personas. Se cortó el acceso a 16 ciudades y la carretera principal a Acapulco fue dañada por deslizamientos de tierra e inundaciones. Aproximadamente 5,000 hogares fueron afectados por la tormenta, con 218 dañados por las inundaciones y 6 destruidos. Más de 20,000 hogares perdieron electricidad debido a la tormenta, aunque la gran mayoría fue restaurada en un día. Posteriormente se declaró el estado de emergencia en 35 pueblos de Guerrero.
Oaxaca experimentó impactos similares a los de Guerrero, con inundaciones y deslizamientos de tierra que en su mayoría causaron daños a la infraestructura vial. En particular, un puente de 39 pies (12 m) en San Martin Peras se derrumbó, dejando a varios pueblos aislados. Al menos 160 pies (50 m) de la Carretera Federal 125 fueron arrastrados, lo que requiere una factura de reparación de 8 millones de pesos (US$ 592,000). Se hizo una declaración de emergencia para 100 municipios en Oaxaca. Los daños totales en el estado alcanzaron los 107 millones de pesos (US$ 7,91 millones). Trudy también fue acusado de una muerte en Campeche.